# 拉沙佩勒布朗什-圣马丹
拉沙佩勒布朗什-圣马丹（法語：La Chapelle-Blanche-Saint-Martin，法語發音：[la ʃapɛl blɑ̃ʃ sɛ̃ maʁtɛ̃]）是法国安德尔-卢瓦尔省的一个市镇，位于该省东南部，属于洛什区。该市镇总面积28.5平方公里，2009年时的人口为657人。

## 人口
拉沙佩勒布朗什-圣马丹人口变化图示